# Nhà hàng

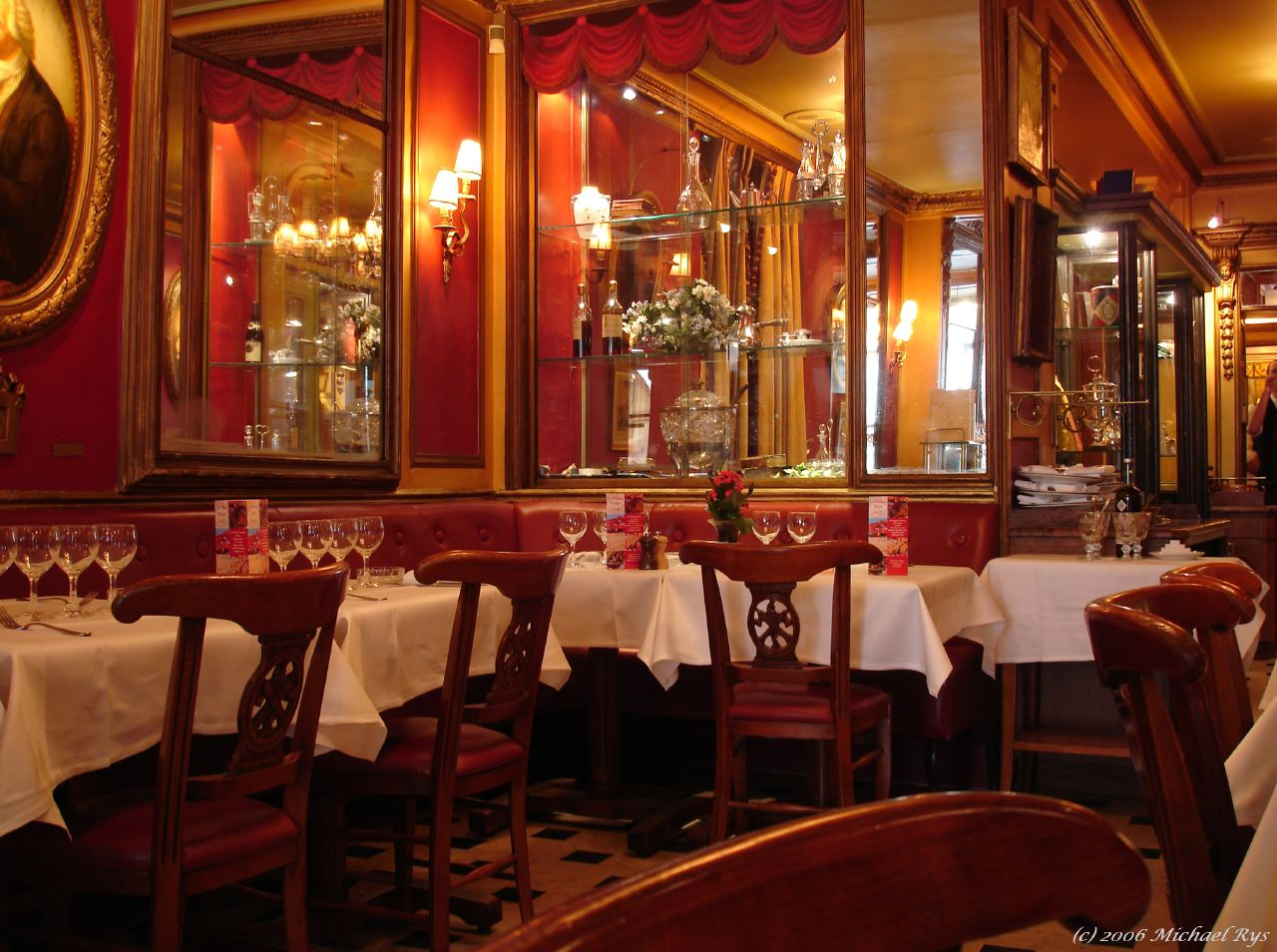
Bàn cho thực khách của nhà hàng Café Procope nổi tiếng và lâu đời ở Paris, Pháp

Nhà hàng hay tiệm ăn là một cơ sở chuyên kinh doanh về việc nấu nướng và phục dịch các món ăn và đồ uống cho khách hàng đến mua và chủ yếu dùng ngay ở đó. Ngoài ra nhiều nhà hàng cũng có thêm dịch vụ gói món ăn lại để khách tiện "mang đi" thay vì dùng bữa ngay tại quán. Nhà hàng có ngoại hình đa dạng và đặc thù ở mỗi quốc gia, mỗi vùng, mỗi cộng đồng khác nhau cũng như những dịch vụ ăn uống, hình thức phục vụ, thực đơn, các món ăn, đồ uống... bao gồm một loạt các món ăn của đầu bếp chính (bếp trưởng).

## Lịch sử
Một ghi chép năm 512 trước Công nguyên từ Ai Cập cổ đại đã đề cập đến một cơ sở ăn uống công cộng tương tự như một nhà hàng. Cơ sở này chỉ phục vụ một món ăn, đó là một đĩa ngũ cốc, thịt gà rừng và hành. Tiền thân của nhà hàng hiện đại là thermopolium, một cơ sở ở Hy Lạp cổ đại và La Mã cổ đại chuyên bán và phục vụ đồ ăn và đồ uống ăn liền. Thermopolium rất phổ biến ở Đế chế La Mã, đặc biệt là đối với cư dân ở khu chung cư insulae. Popina là quán bar rượu của người La Mã phục vụ rượu và một số món ăn đơn giản. Đây là nơi giao lưu của những người bình dân thuộc tầng lớp thấp hơn trong xã hội La Mã. Quán trọ cổ đại là nơi cung cấp chỗ ở và thức ăn cho khách đi đường.
Ở Ấn Độ cổ đại, có những cơ sở bán thức ăn chế biến sẵn. Các cơ sở này được gọi là "bhandaras". Những người bán thức ăn ở bhandaras phải sống ở phía nam thành phố. Họ bán nhiều loại thức ăn chế biến sẵn, bao gồm cơm chín, rượu, thịt, bánh gạo, v.v..
Các nhà hàng đầu tiên xuất hiện ở Trung Quốc thời nhà Tống (thế kỷ 11-12). Chúng phục vụ các thương nhân đi lại giữa các thành phố và cung cấp các món ăn quen thuộc với người dân địa phương và du khách. Các nhà hàng này lớn hơn và sang trọng hơn quán trà và quán rượu, và có thực đơn và đội ngũ phục vụ chuyên nghiệp.
Các nhà hàng thời nhà Tống không chỉ phục vụ thức ăn mà còn là nơi giải trí, cờ bạc và mại dâm. Chúng phục vụ nhiều phong cách ẩm thực và giá cả, thậm chí trong một nhà hàng duy nhất. Một tài liệu từ năm 1275 mô tả Hàng Châu, thủ đô của nửa cuối triều đại, là một thành phố "với đầy đủ các nhà hàng, tửu lầu và kỹ viện".
Văn hóa nhà hàng Nhật Bản bắt đầu vào thế kỷ 16 tại các quán trà. Sen no Rikyū tạo ra truyền thống bữa ăn nhiều món kaiseki. Các cháu trai của ông mở rộng truyền thống này bằng cách thêm các món ăn đặc sản và dao kéo phù hợp với thẩm mỹ của món ăn.
Ở châu Âu thời Trung cổ và Phục hưng, nhà trọ và quán rượu phục vụ thức ăn và đồ uống có cồn là những cơ sở ăn uống phổ biến. Họ thường phục vụ những món ăn thông thường như xúc xích, bánh chăn cừu, tapas ở Tây Ban Nha. Các tiệm nấu ăn cũng phổ biến, phục vụ các món ăn như bánh nướng, bánh pudding, nước sốt, cá và thịt nướng.
Pháp có lịch sử phong phú về nhà trọ và quán ăn, từ thế kỷ 13. Các quán trọ phục vụ nhiều loại đồ ăn, thường được ăn tại bàn chung. Người Paris có thể mua đồ ăn mang đi từ người quay bánh và người làm bánh ngọt. Quy định của thành phố quy định rằng giá phải được niêm yết ở lối vào.
Vào cuối thế kỷ 16, những người nấu ăn chuyên nghiệp được chính phủ Pháp cấp phép. Họ phục vụ bữa ăn phức tạp cho người giàu. Các quán rượu chỉ phục vụ thịt nướng. Vào cuối thế kỷ 17, cả nhà trọ và những người nấu ăn chuyên nghiệp đều bắt đầu cung cấp "bàn dành cho chủ nhà", nơi một người trả một mức giá cố định để ăn một bữa ăn theo thực đơn cố định.

## Nhà hàng hiện đại
Mở cửa vào năm 1765 hoặc 1766, nhà hàng của Mathurin Roze de Chantoiseau được coi là nhà hàng hiện đại đầu tiên ở Paris.  Nhà hàng hiện đại bắt nguồn từ Pháp vào những năm 1780. Những nhà hàng đầu tiên ở Paris phục vụ nước dùng thịt và một số món ăn khác, được trang trí trang nhã và cung cấp nhiều lựa chọn thực phẩm. Văn hóa nhà hàng hiện đại nhanh chóng lan rộng ra các nước phương Tây và ngày nay là một phần quan trọng trong lối sống của nhiều người.
Vào năm 1786, nhà hàng hiện đại đầu tiên ở Paris, La Grande Taverne de Londres, được khai trương. Nhà hàng này phục vụ các món ăn tinh tế, được chế biến và trình bày công phu. Nó được trang trí trang nhã và có nhân viên phục vụ được đào tạo bài bản. Cách mạng Pháp dẫn đến sự gia tăng số lượng nhà hàng ở Paris. Các đầu bếp quý tộc thất nghiệp đã mở nhà hàng mới, cung cấp các món ăn tinh tế và rượu vang ngon.
Vào năm 1802, thuật ngữ "nhà hàng" được dùng để chỉ các quán ăn phục vụ các món ăn ngon, giúp người ta lấy lại sức khỏe. Cuộc cách mạng công nghiệp và việc đóng cửa các hội nhóm nấu ăn cũng góp phần khiến nhà hàng trở nên phổ biến ở châu Âu.

## Nhân viên nhà hàng
Người đứng đầu nhà hàng là ông chủ hoặc bà chủ. Người nấu ăn cho nhà hàng thì được gọi là đầu bếp, hay còn gọi là chef. Nhân viên phục vụ ở nhà hàng thì có nhiều loại, bao gồm người bưng bê, người phục vụ bàn và người dọn dẹp. Nhà hàng sang trọng thì có thể có thêm chủ nhà, quản lý nhà hàng và người phục vụ rượu.

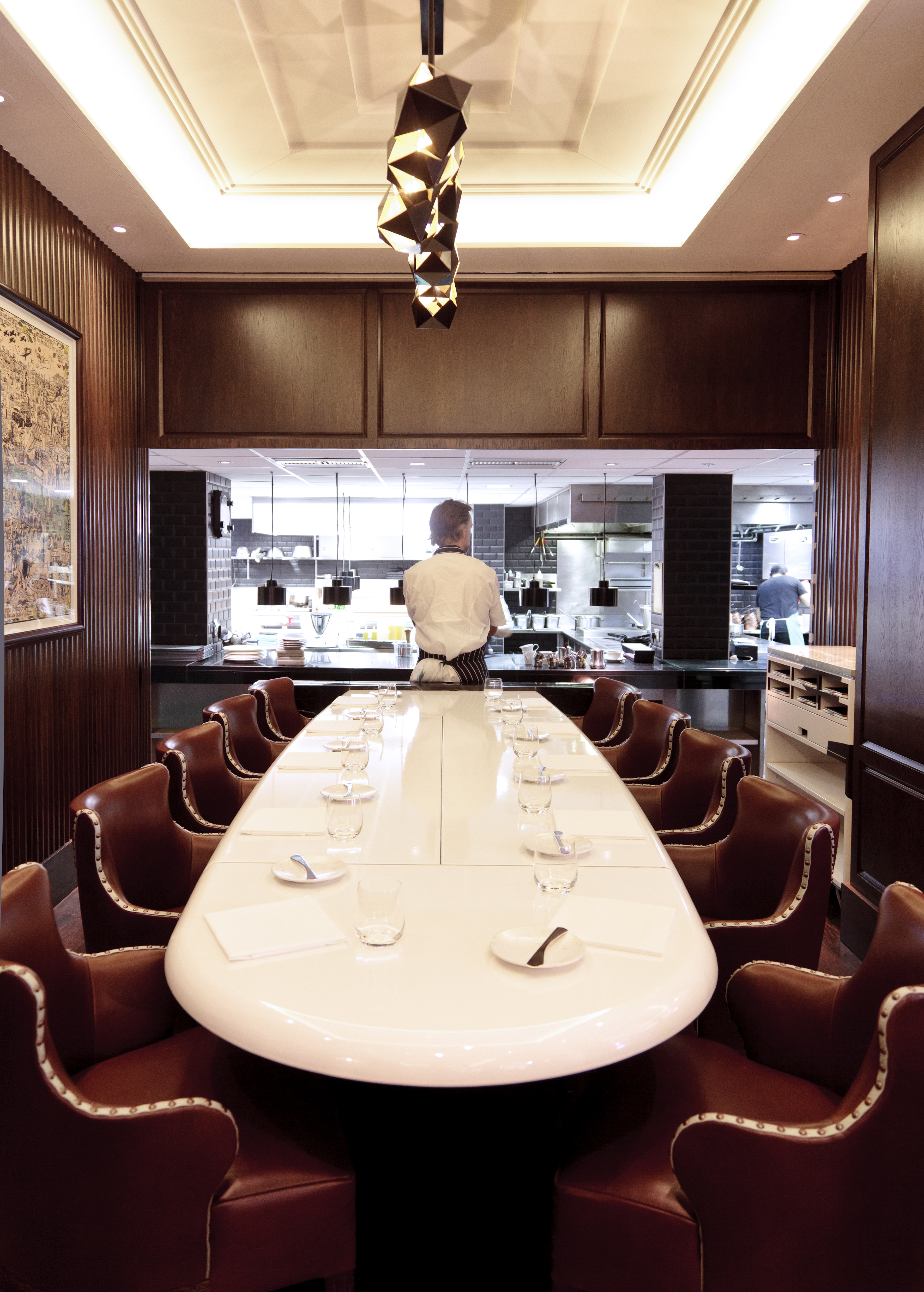
Bàn đầu bếp tại nhà hàng Marcus ở trung tâm London

Bàn đầu bếp là bàn đặt trong bếp của nhà hàng, dành riêng cho khách VIP và những vị khách đặc biệt. Khách hàng có thể thưởng thức thực đơn nếm thử theo chủ đề do bếp trưởng chuẩn bị và phục vụ. Các nhà hàng có thể yêu cầu đặt bàn tối thiểu và tính phí cố định cao hơn.

## Theo quốc gia

### Châu Âu

#### Pháp

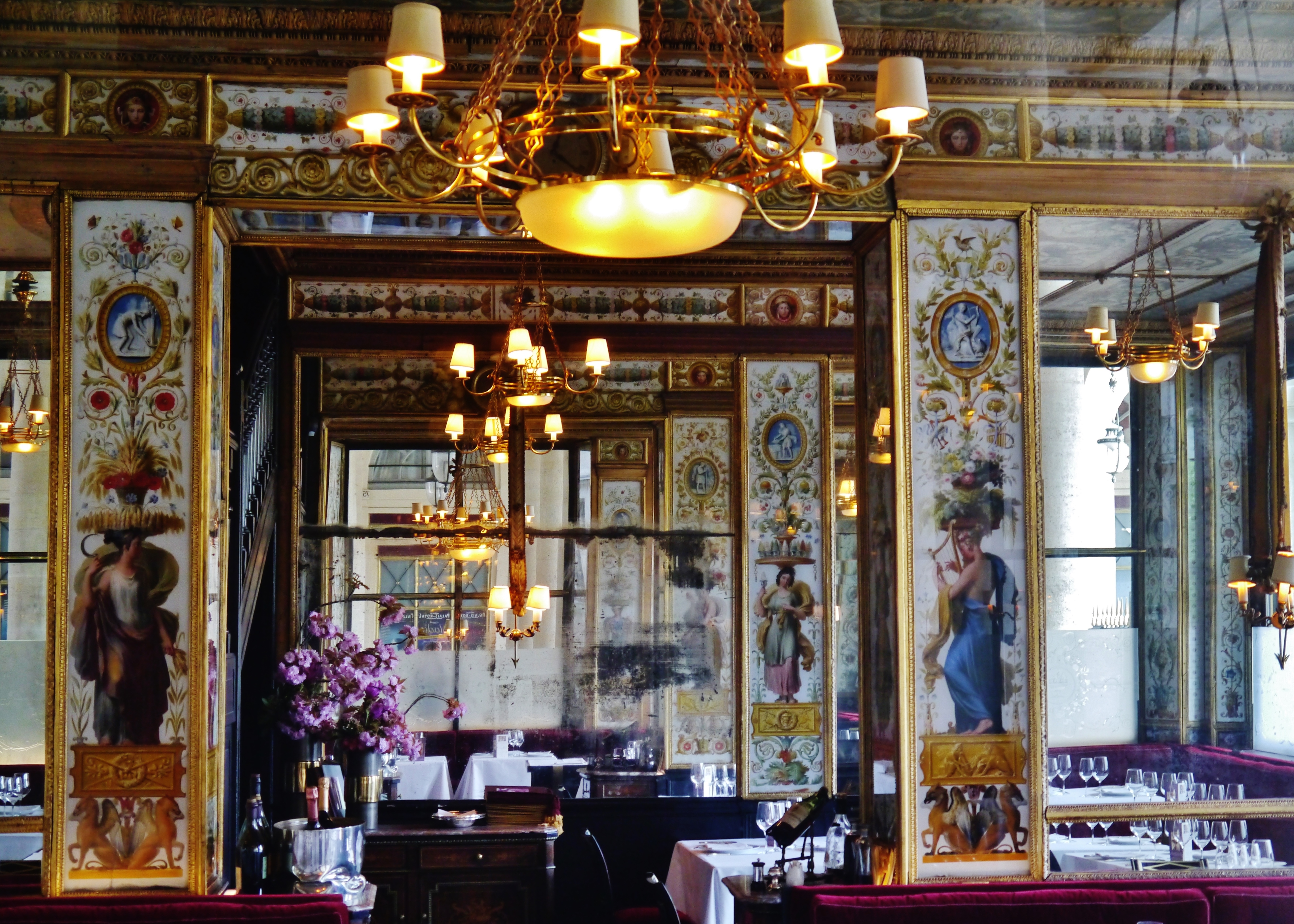
Nhà hàng Le Grand Véfour tại Palais Royal ở Paris

Pháp có truyền thống lâu đời với các quán ăn công cộng, nhưng thuật ngữ "nhà hàng" chỉ trở nên phổ biến vào thế kỷ 19.
Theo truyền thuyết, nhà hàng đầu tiên ở Paris được thành lập vào năm 1765 bởi ông Boulanger. Tuy nhiên, theo Larousse Gastronomique, La Grande Taverne de Londres, mở cửa vào năm 1782, mới là nhà hàng đầu tiên ở Paris.
Năm 1804, cuốn sách hướng dẫn về nhà hàng đầu tiên ra đời. Nhà hàng nổi tiếng nhất ở Pháp thời đó là Rocher de Cancale, nơi các nhân vật trong tiểu thuyết của Balzac thường lui tới. Đến giữa thế kỷ 19, các nhân vật của Balzac chuyển sang Café Anglais, nơi tổ chức bữa tiệc ăn tối của ba vị hoàng đế nổi tiếng vào năm 1867.
Pháp có nhiều nhà hàng nổi tiếng, chẳng hạn như Maxim's, Fouquet's, và nhà hàng của khách sạn Ritz Paris. Nhà hàng Ritz nổi tiếng nhờ đầu bếp Auguste Escoffier. Thế kỷ 19 cũng chứng kiến sự xuất hiện của các loại nhà hàng mới, bình dân hơn, chẳng hạn như quán bistrot. Quán bistrot nổi tiếng với bia và đã trở nên phổ biến trong Triển lãm Paris năm 1867.

### Bắc Mỹ

#### Hoa Kỳ

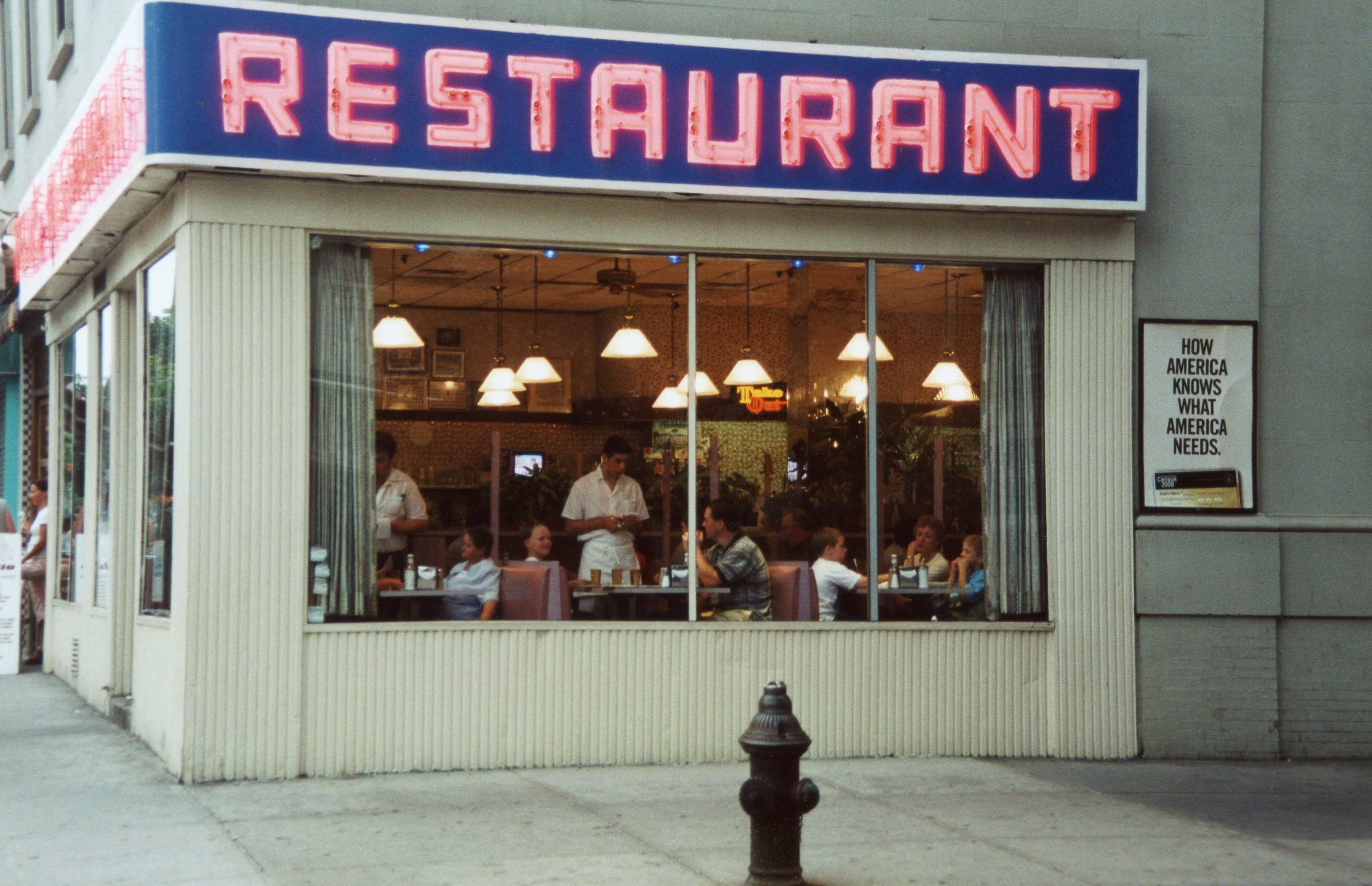
Nhà hàng Tom ở Manhattan đã trở nên nổi tiếng toàn cầu bởi Seinfeld.

Ở Hoa Kỳ, các quán ăn công cộng đầu tiên xuất hiện ở các thành phố lớn vào cuối thế kỷ 18. Thuật ngữ "nhà hàng" không phổ biến cho đến thế kỷ 19. Vào giữa thế kỷ đó, các nhà hàng bắt đầu phát triển mạnh ở các thành phố đông dân, đặc biệt là ở phía Tây và các thành phố công nghiệp ở Bờ Đông.
Lệnh cấm rượu có hiệu lực vào năm 1920 đã khiến các nhà hàng phục vụ bữa ăn ngon gặp khó khăn, bởi họ phụ thuộc vào lợi nhuận từ rượu và đồ uống có cồn. Thay vào đó, các cơ sở cung cấp trải nghiệm đơn giản hơn, bình dân hơn như quán ăn tự phục vụ, quán ăn ven đường và quán ăn tối đã trở nên phổ biến. Khi Lệnh cấm kết thúc vào những năm 1930, các nhà hàng sang trọng dần dần xuất hiện trở lại khi nền kinh tế phục hồi.
Đạo luật Dân quyền năm 1964 cấm phân biệt chủng tộc trong các nhà hàng liên bang. Tòa án Tối cao Hoa Kỳ ra phán quyết rằng Quốc hội có quyền cấm phân biệt chủng tộc vì nó gây cản trở thương mại liên bang.
Số lượng nhà hàng đã tăng lên đáng kể theo thời gian. Vào những năm 1970, cứ 7.500 người thì có một nhà hàng. Năm 2016, cứ 310 người thì có một nhà hàng. Mọi người thường xuyên ăn ngoài, với trung bình một người ăn ngoài năm đến sáu lần mỗi tuần. Nhà hàng là một nhà tuyển dụng lớn, với 3,3% lực lượng lao động của quốc gia làm việc trong ngành nhà hàng. Ngành công nghiệp nhà hàng là một phần lớn và quan trọng của nền kinh tế, với doanh số bán hàng đạt 899 tỷ USD vào năm 2020. Tuy nhiên, đại dịch COVID-19 đã có tác động tiêu cực đến ngành, với dự báo doanh số bán hàng sẽ giảm xuống còn 675 tỷ USD vào năm 2020.

## Kinh tế

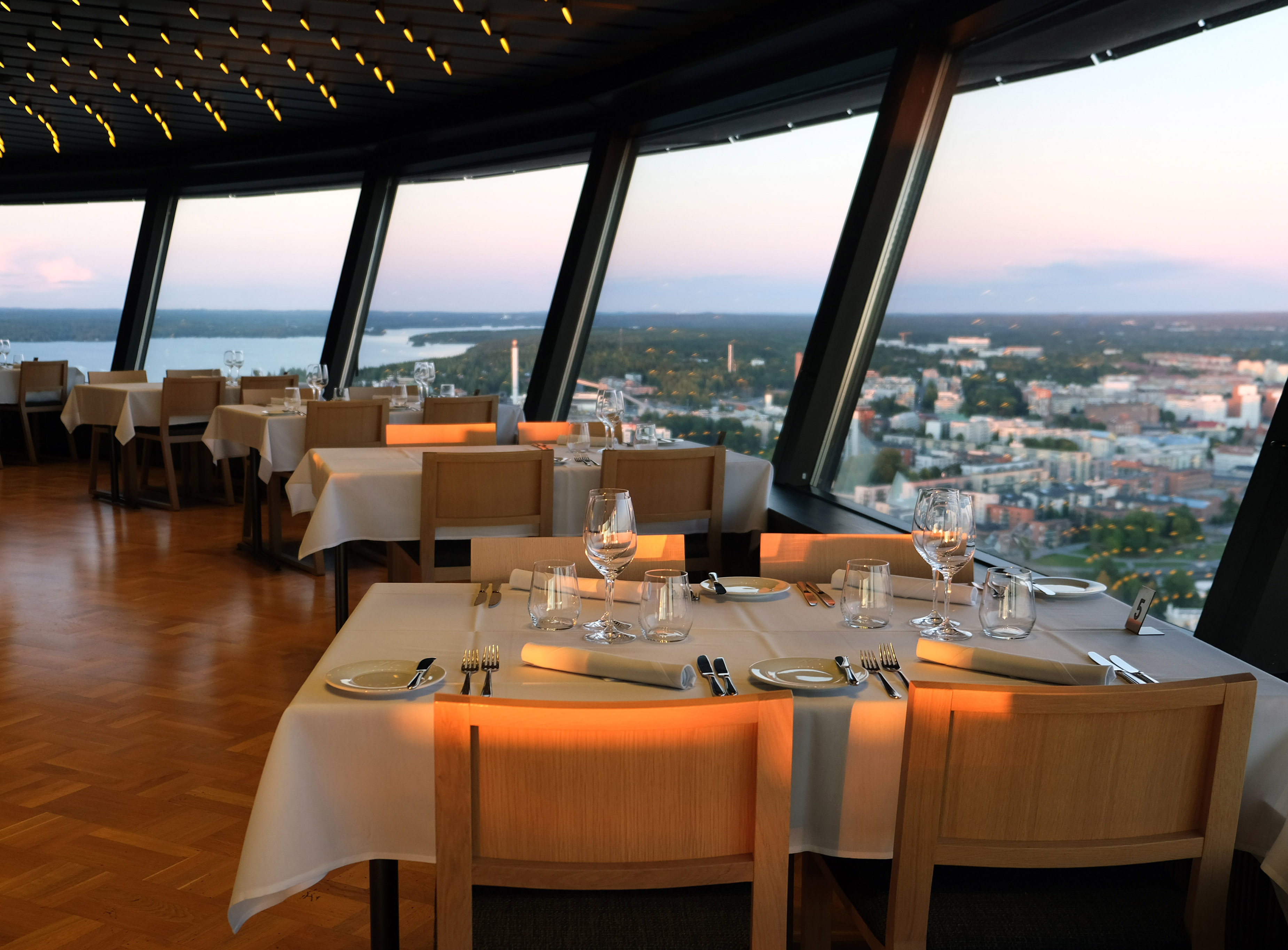
Nhà hàng Näsinneula ở Tampere, Phần Lan

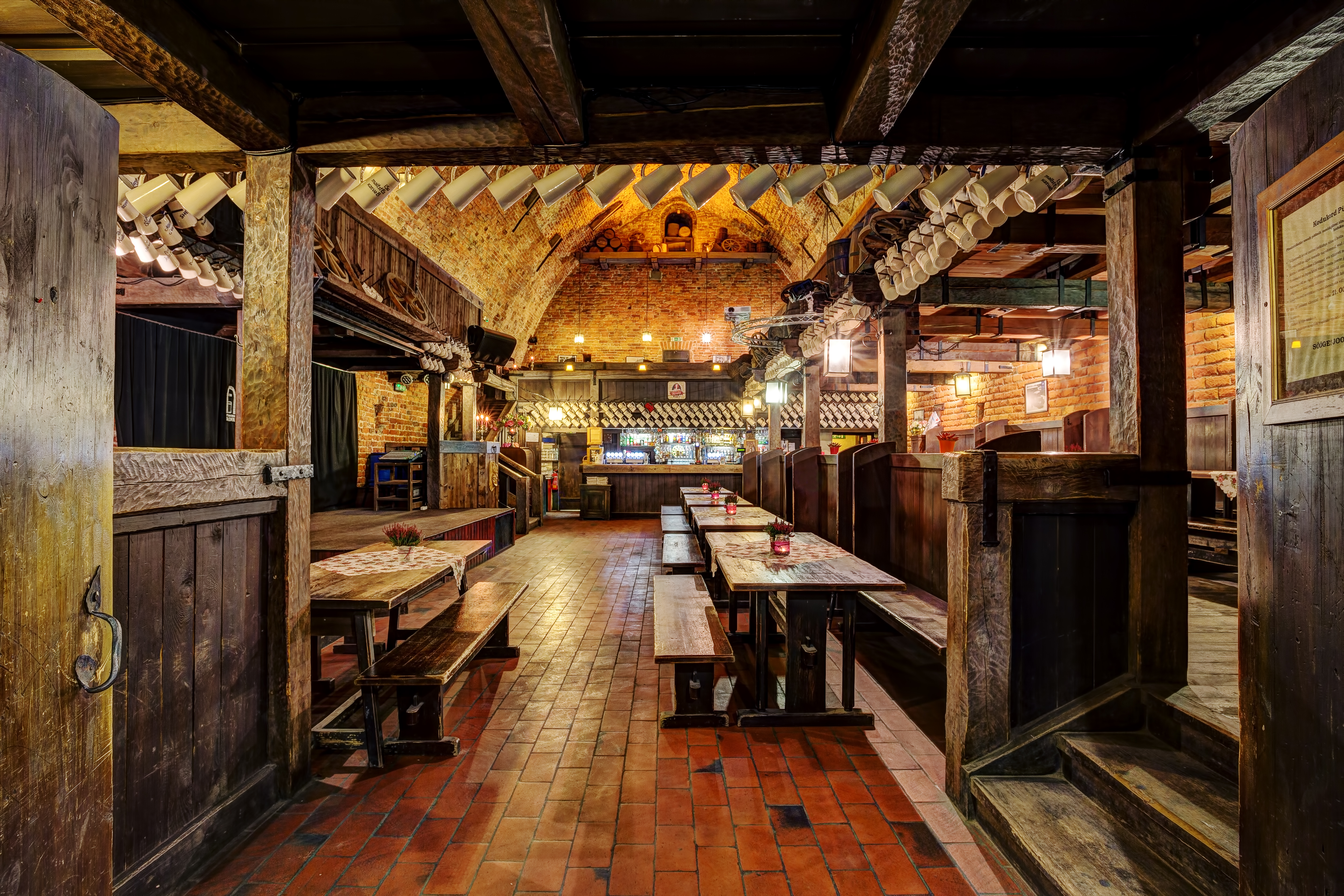
Hầm Thuốc Súng Tartu, một hầm thuốc súng cũ từ thế kỷ 18 và hiện là nhà hàng bia ở Tartu, Estonia

### Canada
Tại Canada có hơn 86,000 cơ sở dịch vụ ăn uống, tương đương khoảng 26 cơ sở trên 10,000 người dân Canada.Theo phân khúc, có:
- 38.797 nhà hàng đầy đủ dịch vụ
- 34.629 nhà hàng phục vụ hạn chế
- 741 nhà cung cấp dịch vụ ăn uống theo hợp đồng và xã hội
- 6.749 quán bar

Có tới 63% nhà hàng ở Canada là thương hiệu độc lập. Các chuỗi nhà hàng chiếm phần còn lại là 37%, và nhiều trong số đó là các chi nhánh do địa phương sở hữu và điều hành.

### Liên minh Châu Âu
Theo ước tính, EU-27 có 1.6 triệu doanh nghiệp hoạt động trong lĩnh vực 'lương thực & dịch vụ ăn uống', trong đó hơn 75% là doanh nghiệp vừa và nhỏ.

### Ấn Độ
Ngành công nghiệp nhà hàng Ấn Độ có quy mô lớn với hơn 1,5 triệu cửa hàng. Tuy nhiên, ngành này cũng rất phân mảnh, với chỉ khoảng 3.000 cửa hàng thuộc phân khúc có tổ chức. Phân khúc có tổ chức bao gồm các loại hình nhà hàng khác nhau, từ nhà hàng phục vụ nhanh đến nhà hàng ăn uống sang trọng.

### Hoa Kỳ

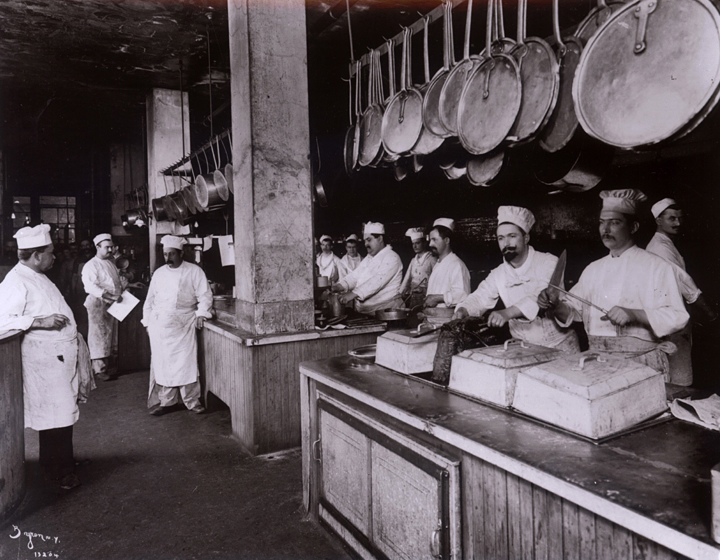
Nhà bếp tại nhà hàng Delmonico's, thành phố New York, 1902

Năm 2006, Hoa Kỳ có khoảng 215.000 nhà hàng phục vụ đầy đủ và 250.000 nhà hàng phục vụ hạn chế, tạo ra doanh thu lần lượt là 298 tỷ USD và 260 tỷ USD. Bắt đầu từ năm 2016, người Mỹ chi tiêu nhiều hơn cho nhà hàng so với thực phẩm tạp hóa. Đến tháng 10 năm 2017, số lượng nhà hàng ở Hoa Kỳ đã tăng lên 620.000, cao gấp đôi so với dân số.
Một nghiên cứu về các nhà hàng mới ở Cleveland, Ohio cho thấy cứ 4 nhà hàng thì có 1 người thay đổi quyền sở hữu hoặc ngừng kinh doanh sau một năm, và 6 trên 10 nhà hàng đã làm như vậy sau ba năm. (Không phải tất cả những thay đổi về quyền sở hữu đều là dấu hiệu của sự thất bại về tài chính.) Tỷ lệ thất bại trong ba năm đối với việc nhượng quyền thương mại là gần như nhau.
Vào năm 2013, các nhà hàng đã tuyển dụng 912.100 đầu bếp với mức lương trung bình là 9,83 USD/giờ. Trong khi đó, vào năm 2012, số lượng nhân viên phục vụ là 4.438.100 người, với mức lương trung bình là 8,84 USD/giờ. Theo Jiaxi Lu của tờ Washington Post vào năm 2014, người Mỹ hàng năm chi 683,4 tỷ USD cho việc ăn ngoài.

#### Việc làm
Ngành công nghiệp nhà hàng ở Hoa Kỳ là một ngành lớn và phát triển nhanh chóng, với 10 triệu công nhân, chiếm khoảng 1/12 dân số. Ngành này có khả năng chống chịu tốt với suy thoái kinh tế, tiếp tục phát triển ngay cả trong cuộc suy thoái năm 2008. Tuy nhiên, ngành này cũng được biết đến là nơi có mức lương thấp. Theo một báo cáo của Hiệp hội Quốc gia Nhà hàng, mức lương trung bình của nhân viên nhà hàng là 12,21 USD/giờ, thấp hơn mức lương tối thiểu của 29 tiểu bang. Điều này dẫn đến tỷ lệ nghèo đói cao trong ngành, với 39% nhân viên nhà hàng kiếm được mức lương tối thiểu hoặc thấp hơn.

## Nguy cơ nghề nghiệp
Các quy định về dịch vụ thực phẩm được xây dựng dựa trên vệ sinh và bảo vệ sức khỏe người tiêu dùng. Tuy nhiên, nhân viên nhà hàng phải đối mặt với nhiều nguy cơ sức khỏe, bao gồm: làm việc nhiều giờ, lương thấp, phúc lợi ít ỏi, phân biệt đối xử, căng thẳng cao và điều kiện làm việc kém. Đại dịch COVID-19 đã khiến nhiều người chú ý đến việc ngăn ngừa lây truyền bệnh trong nhà hàng và các khu vực công cộng khác. Để giảm lây truyền bệnh qua đường không khí, Trung tâm Kiểm soát và Phòng ngừa Dịch bệnh (CDC) khuyến nghị các biện pháp như giảm sức chứa ăn uống, đeo khẩu trang, thông gió đầy đủ, lắp đặt rào chắn vật lý, khử trùng, biển báo và chính sách nghỉ phép linh hoạt cho người lao động.